# Hypnum subreptile
Hypnum subreptile là một loài Rêu trong họ Hypnaceae. Loài này được Paris mô tả khoa học đầu tiên năm 1900.